# 勃阑伽·云丹
勃阑伽·贝吉云丹（藏語：བྲན་ཀ་དཔལ་གྱི་ཡོན་ཏན་，威利转写：bran ka dpal kyi yon tan，THL：Dranga Palkye Yongten，？—838年），即勃阑伽·云丹（藏語：བྲན་ཀ་ཡོན་ཏན་），藏传佛教前弘期僧人，吐蕃僧相。
勃阑伽·云丹出生于吐蕃贵族勃阑伽氏。赤德松赞在位时期，与另一高僧娘·定埃增一起被任命为僧相（藏語：བང་ཆེན་པོ་，威利转写：ban chen po，THL：Banchenpo，音译“钵阐布”），尊称为钵阐布贝吉云丹（藏語：བྲན་ཁ་དཔལ་གྱི་ཡོན་ཏན་），位居九政务大臣之上。赤祖德赞继位后继续辅佐朝政，任内他宏扬佛教、进行文字改革。这一段时期里，吐蕃贵族兴起修建佛寺的热潮，贝吉云丹本人也出资修建齐蔡寺（藏語：དབྱེས་ཚལ།）和梅域麦隆塘寺（藏語：དམས་ཡུལ་མེ་ལོང་ཐང་།）。外交方面，他主张与唐朝发展关系。822年，以吐蕃首席大臣的身份，主持唐蕃长庆会盟。今日拉萨大昭寺前的唐蕃会盟碑上可以看到他的名字。
勃阑伽·云丹执政期间强制推行佛教，制定十分严厉的崇佛的法律，这一政策引起了苯教大臣们的仇视。838年，苯教大臣韦·甲多热（结都那）诬陷他与王妃属庐妃贝吉昂楚（藏語：བཙུན་མོ་ཅོག་རོ་ཟ་དཔལ་གྱི་ངང་ཚུལ།）私通。赤祖德赞最初并不相信，但大臣们屡屡进言并制造出各种假象。赤祖德赞大怒，下令捉拿贝吉云丹。贝吉云丹闻讯后逃往北方，途中被韦·甲多热派人追及杀害。甲多热十分憎恨他，残忍地将他的皮剥下来解恨。贝吉云丹的亲属收集了他残余的尸体，把他火葬。王妃则被迫自杀。
勃阑伽·云丹在当时佛教信众中威望很高。后来赞普朗达玛遇刺、大论韦·甲多热被杀，吐蕃全境大乱，并发生属民奴隶大起义。佛教徒盛传是勃阑伽·云丹的冤魂为了报复，把地狱中的夜叉放出来所致。